# سرنجی دم‌دراز
سرنجی دم‌دراز (نام علمی: Pericrocotus ethologus) گونه‌ای از پرندگان از خانواده کوکوسنگ‌چشمان (Campephagidae) است. در جنوب و جنوب شرق آسیا یافت می‌شود و در افغانستان، بنگلادش، بوتان، چین، هند، لائوس، میانمار، نپال، پاکستان، تایلند و ویتنام وجود دارد. زیستگاه طبیعی آن جنگل‌های جلگه‌ای نمناک نیمه‌گرمسیری و جنگل‌های کوهستانی نمناک نیمه‌گرمسیری یا گرمسیری است.